# Пісенний конкурс Євробачення 2006
51-й Пісенний конкурс Євробачення 2006 року — проводився 18-20 травня 2006 року в Афінах, Греція.
Перше місце здобув гурт Лорді (Lordi), Фінляндія, з композицією «Hard Rock Hallelujah». Україну на конкурсі представляла Тіна Кароль, яка посіла 7-ме місце.Також відбувся дебют Вірменії.

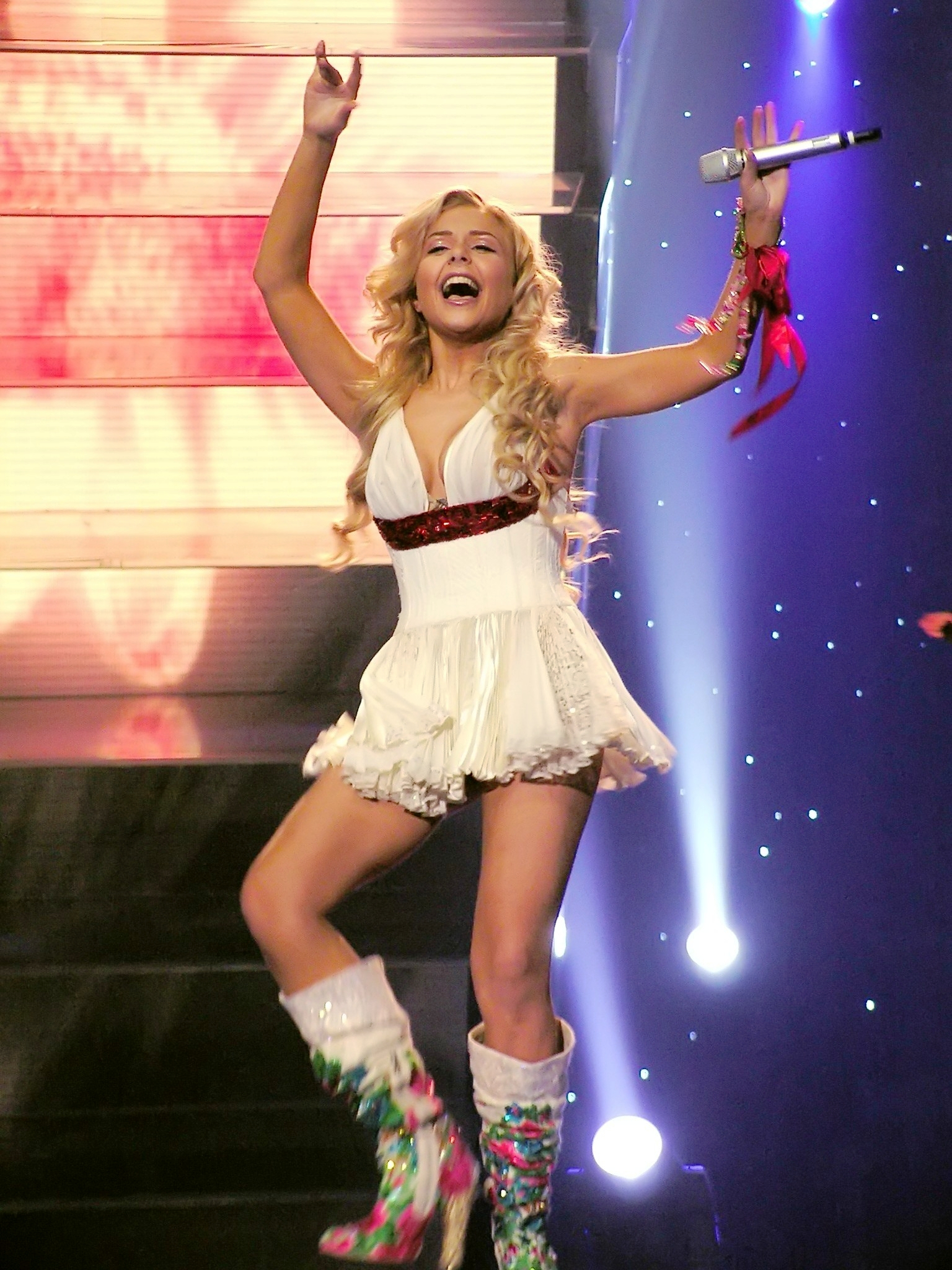

 Виступ Тіни Кароль

## Артисти, що брали участь не вперше
| Артист                                | Країна  | Попередні роки              |
| ------------------------------------- | ------- | --------------------------- |
| Анна Віссі                            | Греція  | 1980, 1982 (виступ за Кіпр) |
| Едді Батлер                           | Ізраїль | 1999 (у складі Eden)        |
| Вікторас Дьявара (у складі LT United) | Литва   | 2001 (у складі SKAMP)       |
| Фабріцио Фаніелло                     | Мальта  | 2001                        |
| Їх Троє                               | Польща  | 2003                        |
| Карола                                | Швеція  | 1983, 1991 (переможець)     |

## Фінал
| Номер виступу | Країна               | Мова                    | Артист                 | Пісня                          | Англійська транслітерація | Місце | Бали |
| ------------- | -------------------- | ----------------------- | ---------------------- | ------------------------------ | ------------------------- | ----- | ---- |
| 04            | Латвія               | Англійська              | Cosmos                 | «I Hear Your Heart»            | —                         | 16    | 30   |
| 05            | Норвегія             | норвезька               | Christine Guldbrandsen | «Alvedansen»                   | The Elf Dance             | 14    | 36   |
| 06            | Іспанія              | іспанська               | Las Ketchup            | «Un Blodymary»                 | A Bloody Mary             | 21    | 18   |
| 07            | Мальта               | Англійська              | Fabrizio Faniello      | «I Do»                         | —                         | 24    | 1    |
| 08            | Німеччина            | Англійська              | Texas Lightning        | «No No Never»                  | —                         | 14    | 36   |
| 09            | Данія                | Англійська              | Sidsel Ben Semmane     | «Twist of Love»                | —                         | 18    | 26   |
| 10            | Росія                | Англійська              | Діма Білан             | «Never Let You Go»             | —                         | 2     | 248  |
| 11            | Північна Македонія   | Англійська, македонська | Elena Risteska         | «Ninanajna» (Нинанајна)        | —                         | 12    | 56   |
| 12            | Румунія              | Англійська, італійська  | Mihai Trăistariu       | «Tornerò»                      | I'll return               | 4     | 172  |
| 13            | Боснія і Герцеговина | боснійська              | Hari Mata Hari         | «Lejla»                        | Layla                     | 3     | 229  |
| 14            | Литва                | Англійська              | LT United              | «We Are the Winners»           | —                         | 6     | 162  |
| 15            | Велика Британія      | Англійська              | Daz Sampson            | «Teenage Life»                 | —                         | 19    | 25   |
| 16            | Греція               | Англійська              | Анна Віссі             | «Everything»                   | —                         | 9     | 128  |
| 17            | Фінляндія            | Англійська              | Lordi                  | «Hard Rock Hallelujah»         | —                         | 1     | 292  |
| 18            | Україна              | Англійська              | Тіна Кароль            | «Show Me Your Love»            | —                         | 7     | 145  |
| 19            | Франція              | французька              | Virginie Pouchain      | «Il était temps»               | It was time               | 22    | 5    |
| 20            | Хорватія             | хорватська              | Severina               | «Moja štikla»                  | My high heel              | 12    | 56   |
| 21            | Ірландія             | Англійська              | Brian Kennedy          | «Every Song Is a Cry for Love» | —                         | 10    | 93   |
| 22            | Швеція               | Англійська              | Carola                 | «Invincible»                   | —                         | 5     | 170  |
| 23            | Туреччина            | турецька, Англійська    | Sibel Tüzün            | «Süper Star»                   | Superstar                 | 11    | 91   |
| 24            | Вірменія             | Англійська              | André                  | «Without Your Love»            | —                         | 8     | 129  |